# Lommel United
Lommel United – belgijski klub piłkarski z siedzibą w Lommel. Od 2010 roku działa klub pod nazwą Lommel United, nawiązujący do starych tradycji klubu Lommel SK. Klub występuje w rozgrywkach drugiej ligi belgijskiej.

## Historia
Poprzedni klub Lommel SK został założony w 1932 r. jako Lommelsche VV. W 2003 roku Lommel SK miał długi wobec belgijskiej federacji, która wynosiła kilka tysięcy euro - tych pieniędzy klub nie zapłacił na czas. Tym samym zawisło widmo likwidacji zespołu. Na trzy mecze przed końcem sezonu 2002/03 belgijska federacja wykluczyła Lommel z rozgrywek, a później anulowała wyniki tego klubu z tego sezonu. W tym samym roku powstała nowa drużyna - KVSK United Overpelt-Lommel, która powstała w wyniku połączenia Lommel SK z KVSK Overpelt-Fabriek. Od 2010 roku nazwa tego klubu nosi nazwę Lommel United.

## Skład na sezon 2016/2017
| Nr | Poz. | Piłkarz             |
| -- | ---- | ------------------- |
| 1  | BR   | Jesse Bertrams      |
| 2  | OB   | Bart Goossens       |
| 3  | OB   | Timo Cauwenberg     |
| 4  | OB   | Jasper Van Heertum  |
| 5  | OB   | Axel Swerten        |
| 6  | OB   | Glenn Neven         |
| 7  | NA   | Marko Maletic       |
| 8  | PO   | Umberto Carvalho    |
| 9  | NA   | Christophe Bertjens |
| 10 | NA   | Philippe Paoli      |
| 11 | PO   | Geert Berben        |
| 12 | BR   | Sven Delarbre       |
| 14 | PO   | Mathias Schils      |

| Nr | Poz. | Piłkarz            |
| -- | ---- | ------------------ |
| 15 | NA   | Jason Adesanya     |
| 16 | NA   | Ridwane M'barki    |
| 17 | NA   | Sam Valcke         |
| 18 | PO   | Wouter Scheelen    |
| 19 | OB   | Toon Lenaerts      |
| 20 | PO   | Jentl Gaethofs     |
| 21 | PO   | Yassin Gueroui     |
| 22 | BR   | Brian Gielen       |
| 23 | OB   | Mikayil Yaman      |
| 24 | PO   | Alexandre De Bruyn |
| 26 | OB   | Giel Deferm        |
| 28 | PO   | Jordi Maus         |
| 30 | PO   | Senne Verbiest     |